# Microlophus occipitalis
Espèce
Synonymes
- Laemopristus occipitalis Peters, 1871
- Tropidurus bocourtii Boulenger, 1885
- Tropidurus tschudii Roux, 1907
- Tropidurus continentalis Müller, 1924

Statut de conservation UICN

 LC  : Préoccupation mineure
Microlophus occipitalis est une espèce de sauriens de la famille des Tropiduridae.

## Répartition

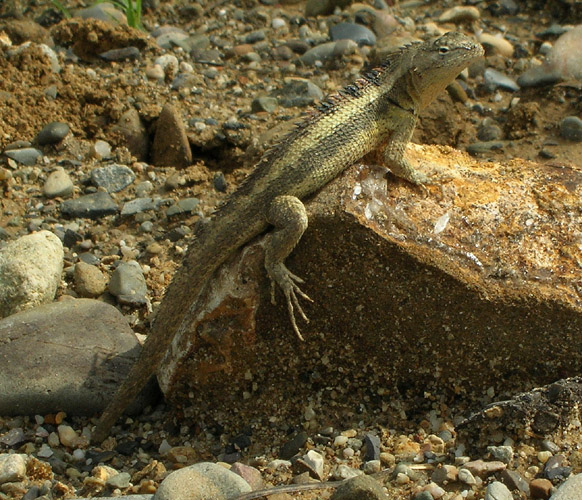

Cette espèce se rencontre au Pérou dans le sud-ouest de l'Équateur.

## Publication originale
- Peters, 1871 : Über einige Arten der herpetologischen Sammlung des berliner zoologischen Museums. Monatsberichte der Königlich preussischen Akademie der Wissenschaften zu Berlin, vol. 1, p. 644-653 (texte intégral).